# Pijlstaart (vogel)
De pijlstaarteend (Anas acuta) is een vogel uit de familie van de eendachtigen (Anatidae). De wetenschappelijke naam van de soort werd in 1758 gepubliceerd door Carl Linnaeus.

## Veldkenmerken
De pijlstaart is een uitgesproken trekvogel die 's winters ver naar het zuiden trekt, tot aan de evenaar. Buiten het broedseizoen komt de pijlstaart vaak voor in grote gemengde groepen met andere eenden. De mannetjes zijn in het broedseizoen duidelijk te herkennen. Hij heeft een bleekgrijs lichaam en een witte borst, een streep aan de zijkant van de nek en een donkerbruin hoofd. De achterkant is geel en zwart en heeft een lange puntige staart, waarnaar de eend vernoemd is. De vrouwtjes zijn lichtbruin met een wittere keel en een kortere staart en kunnen worden herkend aan hun vorm en lange nek. Buiten het broedseizoen lijkt het mannetje meer op het vrouwtje. De soort is relatief groot voor een eend, maar het is een lichte eend; mannetjes variëren van 65 tot 75 cm in lengte en vrouwtjes zijn kleiner en variëren van 50 tot 55 cm.

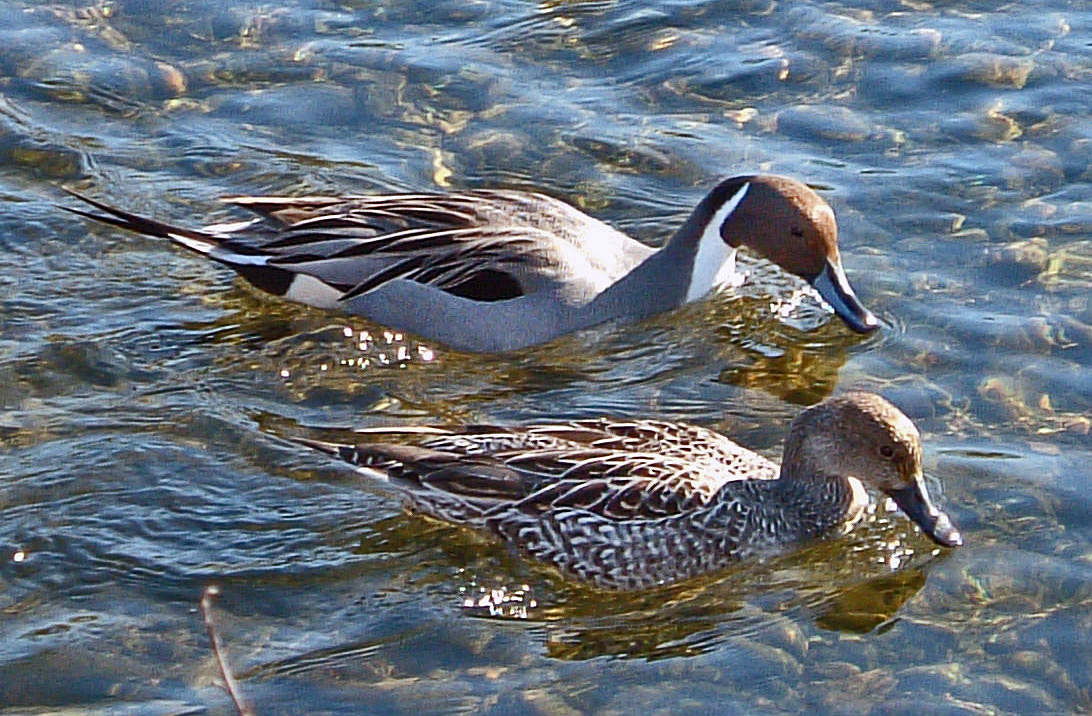
Paartje

## Leefwijze
Hun voedsel is voornamelijk plantaardig.

## Voortplanting
Het nest bevindt zich niet in de nabijheid van water en is niet altijd goed verborgen. Het legsel bestaat uit zes tot tien groenachtig grijze eieren, die in ongeveer 23 dagen worden uitgebroed.

## Verspreiding en leefgebied
De soort is wijdverspreid en komt in het noorden van Europa, Azië, Canada, Alaska en het midwesten van de Verenigde Staten algemeen voor (zie kaartje).

## Status in Nederland en Vlaanderen
De pijlstaart is in Nederland het hele jaar te zien. Als broedvogel is hij echter uiterst schaars en bovendien is het een lastig te inventariseren eend. Een bekende broedlocatie in Nederland is het Verdronken Land van Saeftinghe. Veel vaker is de pijlstaart waar te nemen buiten de broedtijd en dan vooral in het Waddengebied en het deltagebied in Zuid-Holland en Zeeland. Er zijn wel grote jaar op jaar verschillen, maar een duidelijke trend ontbreekt. SOVON schat het aantal broedparen in de periode 1990–2007 op circa 25; ook hier is geen sprake van een duidelijke trend. Deze eend staat als niet bedreigd op de internationale Rode Lijst van de IUCN, maar valt wel onder het AEWA-verdrag. De soort is in 2004 als bedreigd op de Nederlandse Rode Lijst gezet, vanwege het geringe aantal broedvogels. De soort staat als zeldzaam op de Vlaamse Rode Lijst.